# Rzeczyca (gromada w powiecie rawskim)
Rzeczyca – dawna gromada, czyli najmniejsza jednostka podziału terytorialnego Polskiej Rzeczypospolitej Ludowej w latach 1954–1972.
Gromady, z gromadzkimi radami narodowymi (GRN) jako organami władzy najniższego stopnia na wsi, funkcjonowały od reformy reorganizującej administrację wiejską przeprowadzonej jesienią 1954 do momentu ich zniesienia z dniem 1 stycznia 1973, tym samym wypierając organizację gminną w latach 1954–1972.
Gromadę Rzeczyca siedzibą GRN w Rzeczycy utworzono – jako jedną z 8759 gromad na obszarze Polski – w powiecie rawskim w woj. łódzkim, na mocy uchwały nr 37/54 WRN w Łodzi z dnia 4 października 1954. W skład jednostki weszły obszary dotychczasowych gromad Brzeziny, Łęg, Rzeczyca, Rzeczyca Nowa, Zawady i Glina (bez obszarów leśnictw Potok i Suchawa oraz bez przysiółka Glina pod Gustawowem) ze zniesionej gminy Rzeczyca, ponadto obszar lasów państwowych leśnictwa Żądłowice z dotychczasowej gromady Żądłowice oraz obszar lasów państwowych leśnictwa Małomierz (z wyłączeniem leśniczówki Liciążna) z dotychczasowej gromady Królowa Wola – ze zniesionej gminy Inowłódz w tymże powiecie. Dla gromady ustalono 23 członków gromadzkiej rady narodowej.
31 grudnia 1959 do gromady Rzeczyca przyłączono wieś i parcelę Grotowice, wieś Brzeg Lubocki, wieś i kolonię Kawęczyn, wieś, kolonię i osadę młyńską Lubocz, wieś, kolonię i osadę młyńską Roszkowa Wola, wieś Brzeg Grotowski oraz osadę młyńską Tłumy ze zniesionej gromady Lubocz.
Gromada przetrwała do końca 1972 roku, czyli do kolejnej reformy gminnej. 1 stycznia 1973 w powiecie rawskim reaktywowano gminę Rzeczyca (od 1999 gmina leży w powiecie tomaszowskim).